# ایروکو
ایروکو (به ژاپنی: 永禄 Eiroku) نام دوره ژاپنی است. این دوره بعد از کوجی و قبل از گنکی قرار داشت. این دوره از فوریه ۱۵۵۸ تا آوریل ۱۵۷۰ میلادی به طول انجامید. در طی این دوره امپراتور اوگیماچی حکمران ژاپن بود.

## تغییر دوره
- 1558 Eiroku gannen (永禄元年 سال اول؟): نام دوره برای نشان دادن به سلطنت رسیدن امپراتور اوگیماچی تغییر کرد. دوره قبلی کوجی در سال چهارم، در روز ۲۸ از ماه دوم پایان یافت.

## وقایع
- ۱۵۶۰ ژوئن ۱۲  نبرد اوکه‌هازاما.
- ۱۵۶۰  ( ایروکو سال سوم، ماه ۱ ) :. امپراتور اوگیماچی مراسم تاجگذاری را انجام داد. وی برای انجام این مراسم به موری موتوناری و دیگران هزینه‌ها را پرداخت کرد.
- ۱۵۶۰  ( ایروکو ۳، ماه ۵ ): ایماگاوا یوشیموتو ارتشی را از ولایت سوروگا در برابر ولایت اُواری رهبری کرد؛ و نیروهای وی در نبرد اوکه‌هازاما، در برابر اودا نوبوناگا جنگیدند، اما ارتش ایماگاوا شکست خورد و ایماگاوا یوشیموتو کشته شد. سپس نوبوناگا بر ولایت اُواری تسلط پیدا کرد. توکوگاوا ایه‌یاسو ولایت میکاوا را تحت سلطه گرفت و صاحب قلعه اوکازاکی شد.
- ۱۵۶۴  ( ایروکو ۷ ): نوبوناگا در تلاش به تصرف ولایت مینو به قلعه گیفو متعلق به خاندان سایتو حمله کرد، ولی شکست خورد و از ولایت مینو رانده شد.
- ۱۵۶۷  ( ایروکو ۱۰، ماه ۸ ): نوبوناگا در محاصره قلعه اینابایاما، توانست ولایت مینو را فتح کند؛ وی قلعه گیفو را به عنوان محل اقامت و پایگاه مرکزی درآورد.
- ۱۵۶۸  ( ایروکو ۱۱، ماه ۲ ): آشیکاگا یوشی‌هیده چهاردهمین شوگون از شوگون‌سالاری آشیکاگا شد.
- ۱۵۶۸  ( ایروکو سال ۱۱، ماه ۹ ): شوگون چهاردهم آشیکاگا یوشی‌هیده از یک بیماری مسری درگذشت.
- ۱۵۶۸  ( ایروکو سال ۱۱): تاکدا شینگن ولایت سوروگا را اشغال کرد.